# Акоста, Франко
Франко Акоста Мачадо (исп. Franco Acosta Machado; 5 марта 1996[…], Монтевидео — 6 марта 2021, Пандо, Канелонес) — уругвайский футболист, нападающий.

## Биография
Воспитанник «Феникса». За эту команду дебютировал 23 ноября 2013 года в матче против «Ливерпуля» Монтевидео В дебютном сезоне забил пять голов в двенадцати матчах. В первой половине сезона 2014/15 забил один гол в восьми встречах. В январе 2015 года пополнил состав второй команды «Вильярреала».

### Карьера в сборной
В составе юношеской сборной Уругвая до 17 лет Франко участвовал на юношеском чемпионате Южной Америки 2013.. Его сборная заняла там четвёртое место, а сам Акоста стал лучшим бомбардиром турнира. Принимал участие в юношеском чемпионате мира 2013.
В составе молодёжной сборной Уругвая выступал на молодёжном чемпионате Южной Америки 2015 и был лидером атакующей линии уругвайцев.
Пропал 6 марта 2021 года, когда вместе со своим братом пытался переплыть уругвайскую реку Пандо. Тело Акосты было обнаружено через два дня.

## Достижения
- Лучший бомбардир юношеского чемпионата Южной Америки (1): 2013